# Formula One 04
Formula One 04 é um jogo eletrônico baseado na Temporada de 2004 da Fórmula 1, sendo lançado em 30 de junho de 2004 na Europa. É o segundo jogo da série Formula One, com uma licença exclusiva da Formula One Administration. Desenvolvido por Sony Studio Liverpool e publicado por Sony Computer Entertainment Europe. Foi o primeiro jogo de Fórmula 1 a conter o modo carreira.
Recebeu críticas positivas quando lançado, com uma média de 77.96% no GameRankings.